# Melilla

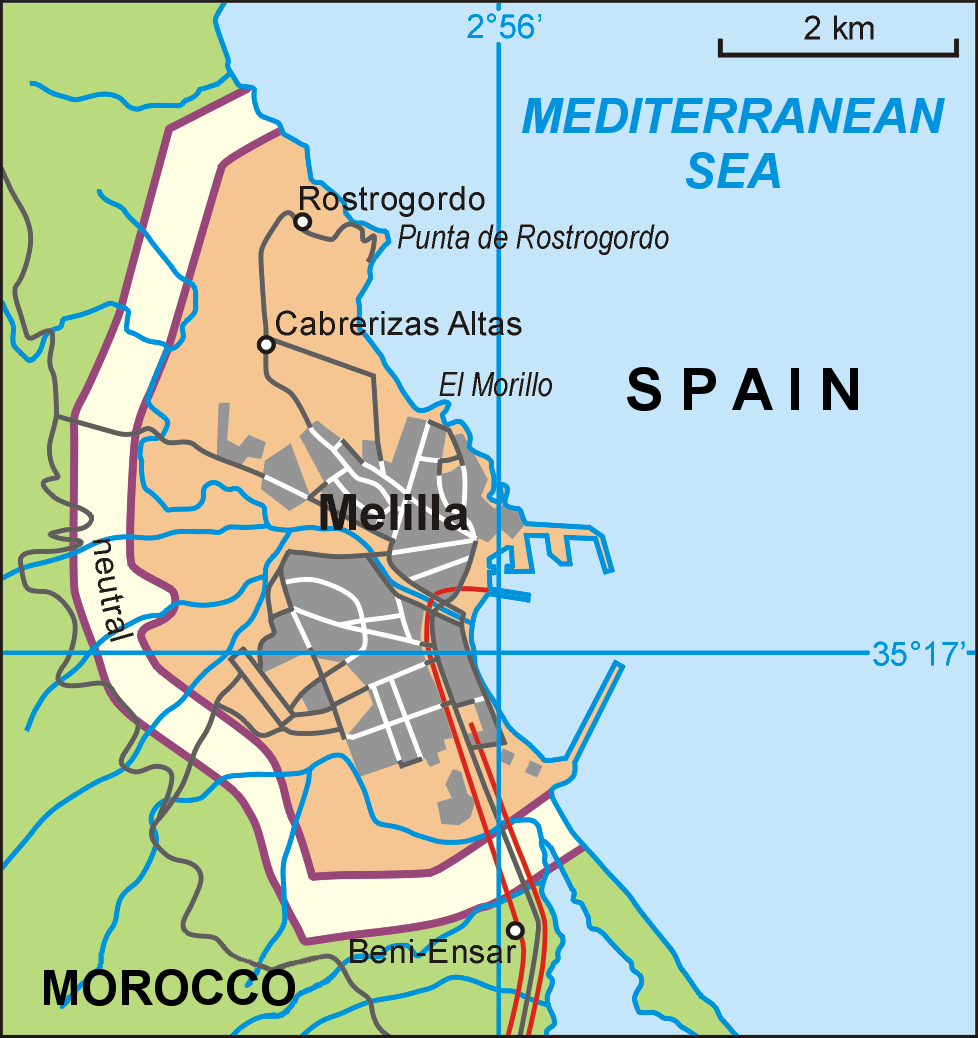
Melilla

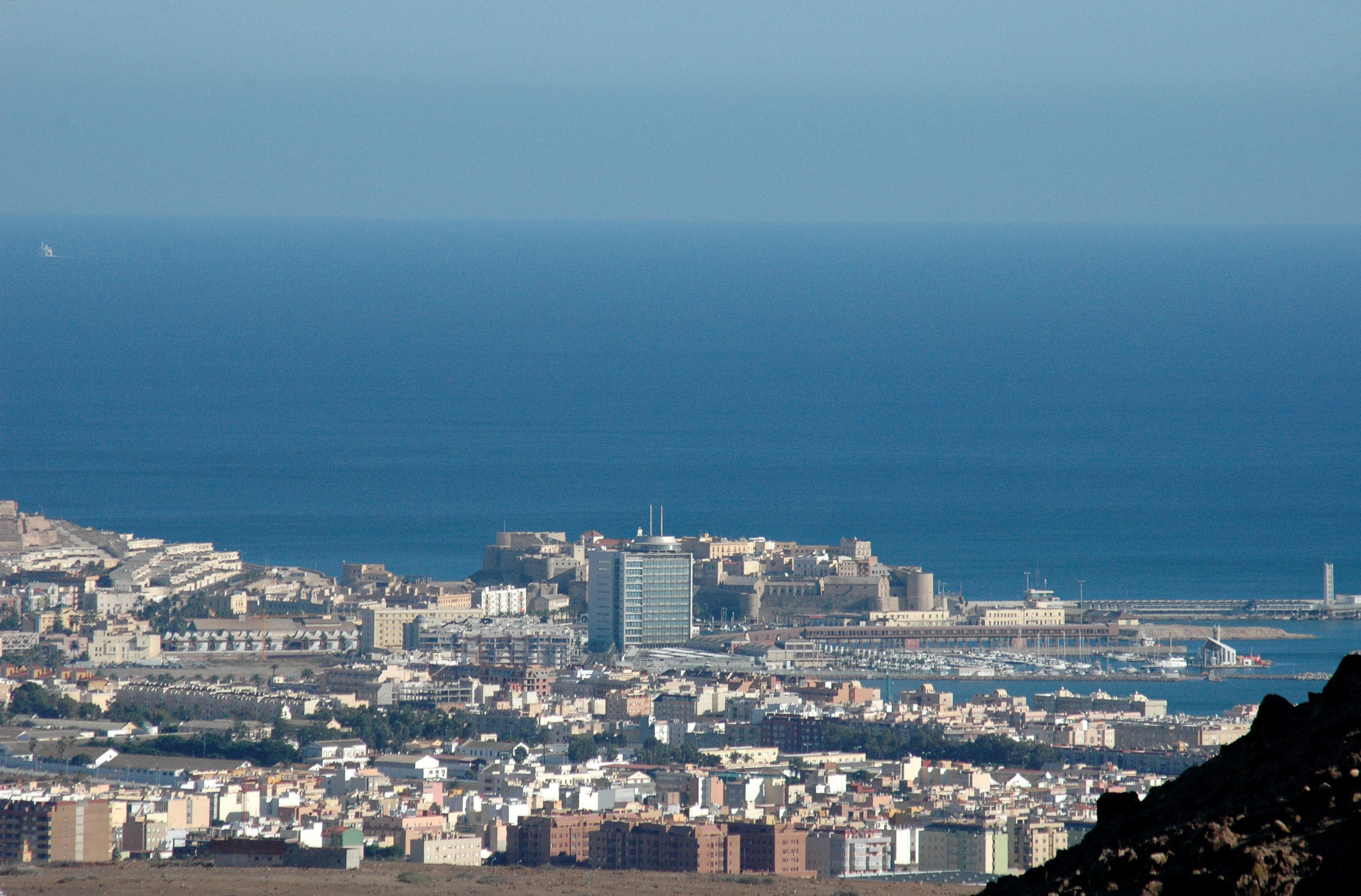
Melilla

Melilla (spanska: [meˈliʎa], arabiska: مليلية [maˈliːlja])) är en spansk autonom stad vid nordafrikanska Medelhavskusten med landgräns mot Marocko. Staden har en yta av 12,3 km² och hade 85 159 innevånare 2022. Den utgör en Plaza mayor bland de spanska Plazas de soberania. Marocko gör anspråk på Melilla och Ceuta, en annan spansk exklav i Marocko. Dagen för autonomin den 14 mars 1995 är en helgdag.

## Historia
Melilla, som är Spaniens äldsta besittning på Afrikas fastland, togs från morerna 1496 och blev formellt spanskt territorium 15 september 1497. Staden fick sedan utstå många angrepp av rifpiraterna, även under tidigt 1900-tal. Staden ingick inte i protektoratet Spanska Marocko.
Melilla är sannolikt romarnas Rusadir (av Ptolemaios kallat Ryssadiron) och biskopssäte på 1400-talet. 
Melilla tillhörde administrativt provinsen Málaga innan den blev en autonom stad 1995.